# Досифей (Васич)
Митрополит Досифей (серб. Митрополит Доситеј, в миру Драгутин Васич, серб. Драгутин Васић; 5 декабря 1877, Белград — 13 января 1945, Белград) — епископ Сербской православной церкви, митрополит Загребский.
Канонизирован Сербской и Украинской православными церквами. Память 13 января.

## Биография
Окончил Низшую гимназию в Белграде. Во время обучения в семинарии был пострижен в монашество и рукоположён в чин иеродиакона в 1899 году. В 1900 году после окончания семинарии как стипендиат фонда митрополита Михаила (Йовановича) был направлен на учёбу в Киевскую духовную академию. В 1904 году будущий исповедник завершил курс академии в сане иеромонаха и получил звание кандидата богословских наук. После двухгодичного обучения богословским и философским наукам в Берлинском университете изучал в Лейпциге теоретическую и экспериментальную философию.
В 1907 году он возвратился на родину и преподавал как доцент в Белградской семинарии святого Саввы. В 1909 году, получив стипендию министерства просвещения, отец Досифей направился для продолжения образования во Францию. Он изучал философию и социальные науки в Сорбонне и Высшей школе социальных наук, а в конце 1910 года переехал в Женеву, где осенью 1912 года его застало начало первой Балканской войны. Иеромонах Досифей возвратился на родину и всеми силами помогал делу освобождения и объединения сербского народа.

## Архиерейство
25 мая 1913 года хиротонисан во епископа Нишского. Во время войны оказывал духовную поддержку солдатам воюющей армии. В начале Первой мировой войны немало потрудился, оказывая помощь беженцам и сиротам. После отступления сербской армии он не покинул своей резиденции и сразу после занятия Ниша был интернирован болгарскими оккупационными властями.
На кафедру епископу Нишскому удалось вернуться только в 1918 году. Пребывание в плену сильно подорвало его здоровье.
В 1918 года был заместителем Центрального комитета по объединению СПЦ.
После возвращения из плена он организовал приюты для сирот, много работал с молодёжью, основал благотворительные общества. При одном из монастырей епархии владыка Досифей организовал приют для слепых детей. Его стараниями были воздвигнуты несколько памятников сербским национальным героям, отдавшим свои жизни за свободу отечества. Поставил памятник епископу Нишскому Мелентию и священникам, погибшим в 1821 году.
В Хорватии, где православные сербы были в меньшинстве, владыке очень скоро пришлось столкнуться с проявлениями национальной и религиозной нетерпимости.
После окончания Первой мировой войны возникло новое государство Югославия и сложились благоприятные условия для воссоединения сербских епархий и митрополий в единую Сербскую церковь. В это время владыка Досифей в качестве помощника председателя Архиерейского собора участвовал в переговорах с Константинопольским патриархатом о восстановлении патриаршества в Сербской церкви. Переговоры были успешно завершены, и 12 сентября 1920 года в Сремских Карловцах было торжественно провозглашено воссоединение Сербской православной церкви и восстановление патриархата.
Вскорости по многочисленным просьбам карпато-россов, чехов и словаков Архиерейский собор Сербской православной церкви принял решение о посылке епископа Досифея в Чехословакию. 21 августа 1920 года епископ Досифей прибыл в Подкарпатскую Русь и посетил центр православия в этих краях — село Изу, где ему была устроена торжественная встреча. Затем владыка посетил ряд сёл, в которых совершил богослужения. Посещая Великие Лучки, епископ Досифей совершил воссоединение с Православной церковью троих униатских учителей народной школы.
В августе 1920 года под председательством Досифея состоялось собрание, на котором делегаты от 60 православных сёл обсудили первоочередные организационные вопросы Карпато-русской церкви. В резолюции собрания говорилось, что делегаты «просят Преосвященного Досифея, чтобы он и далее не лишил Карпато-русскую Православную Церковь своего попечения, и передают в его руки правление делами этой Церкви до окончательного канонического решения вопроса Восточно-Православной Церкви в Карпатской Руси». Был выработан устав новой Церкви, и для его утверждения у центральных властей епископ Досифей направился в Прагу, где 28—29 августа 1921 года проходил II Собор Чехословацкой церкви. После окончания этого Собора владыка уехал в Сербию и принял участие в Архиерейском соборе, на котором сделал доклад о положении православия в Чехословакии и Подкарпатской Руси.
В январе 1922 года принял участие в международной конференции по вопросу о помощи голодающим в Советской России.
В 1931 году из части Горнокарловацкой и Пакрацкой епархий была образована Загребская епархия. 8 октября 1932 года единогласным решением Архиерейского собора епископ Досифей был назначен митрополитом Загребским. Его интронизация состоялась 9 апреля 1933 года.
В Загребе владыка Досифей основал монастырь Параскевы Петки. Он управлял также Горнокарловацкой и Баня-Лукской епархиями и помогал престарелому епископу Пакрацкому Мирону (Николичу) в его епископском служении до смерти последнего в 1941 году.
Во время болезни патриарха Сербского Варнавы митрополит Досифей как старший член Синода управлял делами Сербской церкви, а после смерти Варнавы и до избрания патриархом Гавриила (Дожича) в 1938 году управлял Белградско-Карловацкой архиепископией.
29 сентября 1935 года, в праздник святого Вячеслава Чешского, митрополит Досифей принимал участие в освящении кафедрального собора в честь святых равноапостольных Кирилла и Мефодия в Праге. В 1939 году он вновь посетил Чехословакию и принял участие в освящении нового православного собора в Оломоуце.

## Мученическая кончина
Сразу после провозглашения Независимого государства Хорватия в апреле 1941 года в Загребе митрополит Досифей был схвачен усташами. В день ареста он был болен и лежал в кровати. Его полураздетого вывели на улицу. Когда владыку вели по улицам Загреба, толпа католиков издевалась над ним и била его. Когда его привели в больницу, он был почти без сознания.
Владыку поместили в больницу католических сестёр милосердия, которая стала для него не лечебницей, а настоящей тюрьмой. Католические монахини вместо лечения издевались над ним. Они чуть ли не ежедневно бичевали его, почти вся борода у него была выщипана. Через некоторое время он в тяжёлом состоянии был перевезён в Белград. По свидетельству одного из белградских тюремных врачей, однажды два эсэсовца привели в его тюремный кабинет человека в лохмотьях, который тяжело дышал и был не в состоянии говорить. Все его тело было в синяках и кровоподтеках. Немцы сказали, что нашли его в Загребе в полицейской тюрьме и, узнав, что это сербский епископ, решили перевести его в Белград.
По настоянию сербского правительства в Белграде епископ Досифей был отпущен из больницы. Тяжело больной, он прибыл в Белград и долго лечился. 13 января 1945 года он умер от последствий мучений и был похоронен на кладбище Введенского женского монастыря в Белграде.

## Канонизация
22 мая 2000 года канонизирован Архиерейским собором Сербской православной церкви в лике исповедников в числе других сербских новомучеников, пострадавших в середине XX века от рук хорватских усташей и террора коммунистов.
27 декабря 2000 года решением Священного синода Русской православной церкви внесён в диптихи Русской православной церкви вместе с восемью другими новопрославленными мучениками Сербской православной церкви.
23 декабря 2010 года решением Священного синода Украинской православной церкви был включён также в Собор Карпаторусских святых.